# سفين هامرين
سفين هامرين (بالسويدية: Sven Hamrin)‏ مواليد 30 مارس 1941 في هارنوساند، هو دراج سويدي. شارك في دورة الألعاب الأولمبية الصيفية وفاز بميدالية أولمبية.

## الميداليات
| الميدالية | المسابقة                       |
| --------- | ------------------------------ |
| برونزية   | الألعاب الأولمبية الصيفية 1964 |

## روابط خارجية
- سفين هامرين على موقع أرشيف الدراجات (الإنجليزية)
- سفين هامرين على موقع إحصائيات الدراجات الإحترافية (الإنجليزية)
- سفين هامرين على موقع اللجنة الأولمبية الدولية (الإنجليزية)
- سفين هامرين على موقع أوليمبيديا (الإنجليزية)
- سفين هامرين على موقع اللجنة الأولمبية السويدية (السويدية)